# Vestiaritai
Les Vestiaritai (en grec : βεστιαρῖται ; singulier : βεστιαρίτης) étaient un corps de la garde impériale byzantine, chargés de la protection du trésor impérial ; leur existence est attestée du XIe au XVe siècle.

## Histoire et fonctions
Les vestiaritai font leur apparition au milieu du XIe siècle. Le premier vestiaritēs mentionné dans les sources est Jean Ibéritzès en 1049. Leur nom porte à croire qu’ils étaient chargés de la protection du vestiaire et du trésor de l’empereur, le vestiarion. À partir de 1080 environ, ils se divisent en deux groupes : les vestiaritai « internes » ou « domestiques » (esō ou oikeioi vestiaritai), chargés de la garde du trésor personnel de l’empereur (le esō/oikeiakon vestiarion) et commandés par un megas primikērios, et les vestiaritai « externes » (exō vestiaritai), chargés probablement de la garde du trésor public (basilikon vestiarion) et commandés par un primikērios. Au fil des ans, ils remplacèrent les autres corps de garde employés par les empereurs à Constantinople même, tels que les manglabitai et les pantheōtai, devenant ainsi les seuls agents confidentiels du basileus. Selon la princesse et historienne Anne Comnène (XIIe siècle), ils étaient les courtisans « les plus rapprochés » (oikeioteroi) de l’empereur. Lors des crises de la décennie 1070, ils se transformèrent en un régiment régulier chargé de la garde du palais, servant dans l’armée comnénienne aux côtés de la garde varègue,.
Les vestiaritai sont mentionnés dans les sources jusqu’en 1387 et il est probable qu’ils continuèrent à exister par la suite. Aux XIIIe et XIVe siècles, ils se transformèrent en agents fiscaux, chargés de prélever les taxes sur les soldats et les chargements en provenance des provinces sous la responsabilité du domestique des thèmes d’Orient,. Leur commandant porte alors le titre de prōtovestiaritēs (en grec : πρωτοβεστιαρίτης) (à ne pas confondre avec la fonction de prōtovestiarios, beaucoup plus ancienne et plus importante). Celle-ci fut occupée en 1451 par l’historien Georges Sphrantzès,,. Le Traité des Offices du Pseudo-Kodinos, écrit au milieu du XIVe siècle, le range en quatorzième position par ordre d’importance, immédiatement après le parakoimōmenos de la chambre. On y lit également que les insignes de la fonction étaient un bâton de commandement en bois (dikanikion) orné de boutons d’or et d’or rouge, de deux chapeaux, l’un dit skiadion du genre klapotōn, l’autre dit skaranikon fait de soie blanche et dorée, brodé de fils d’or et portant l’image de l’empereur à l’avant et à l’arrière, de même qu’une robe de fonction en soie, appelée kabbadion.